# Sindaci di Genova
Di seguito l'elenco cronologico dei sindaci di Genova e delle altre figure apicali equivalenti che si sono succedute nel corso della storia.

## Regno di Sardegna (1815-1861)
|  | Giovanni Benedetto Pareto | ? | ?              | 1828             | ?                |
|  | Onofrio Scassi            | ? | ?              | 1830             | 1834             |
|  | Antonio Profumo           |   | Destra storica | 15 marzo 1849    | 25 luglio 1851   |
|  | Stefano Centurione        |   | Destra storica | 22 dicembre 1851 | 15 febbraio 1853 |
|  | Domenico Elena            |   | Destra storica | 1º marzo 1853    | 11 luglio 1856   |
|  | Giuseppe Morro            |   | Destra storica | 22 ottobre 1856  | 4 gennaio 1860   |
|  | Lodovico Pallavicino      |   | Destra storica | 25 febbraio 1860 | 30 novembre 1860 |
|  | Gerolamo Gavotti          |   | Destra storica | 12 dicembre 1860 | 1861             |

## Regno d'Italia (1861-1946)
| Sindaci nominati dal governo (1861-1889)                   | Sindaci nominati dal governo (1861-1889)             | Sindaci nominati dal governo (1861-1889) | Sindaci nominati dal governo (1861-1889)                     | Sindaci nominati dal governo (1861-1889) | Sindaci nominati dal governo (1861-1889) |
| Nominativo                                                 | Nominativo                                           | Partito                                  | Partito                                                      | Mandato                                  | Mandato                                  |
| Nominativo                                                 | Nominativo                                           | Partito                                  | Partito                                                      | Inizio                                   | Fine                                     |
| ---------------------------------------------------------- | ---------------------------------------------------- | ---------------------------------------- | ------------------------------------------------------------ | ---------------------------------------- | ---------------------------------------- |
|                                                            | Gerolamo Gavotti                                     |                                          | Destra storica                                               | 1861                                     | 14 marzo 1863                            |
|                                                            | Antonio Caveri                                       | ?                                        | ?                                                            | 25 ottobre 1863                          | 30 dicembre 1863                         |
|                                                            | Francesco De Magny (Delegato straordinario)          | –                                        | –                                                            | 4 giugno 1864                            | 19 agosto 1864                           |
|                                                            | Luigi Gropallo                                       |                                          | Destra storica                                               | 20 agosto 1864                           | 30 dicembre 1865                         |
|                                                            | Andrea Podestà                                       |                                          | Destra storica                                               | 18 gennaio 1866                          | 31 dicembre 1873                         |
|                                                            | Filippo Lamponi (Commissario straordinario)          | –                                        | –                                                            | 26 marzo 1875                            | 29 giugno 1876                           |
|                                                            | Lazzaro Negrotto Cambiaso                            |                                          | Indipendente                                                 | 30 giugno 1876                           | 12 gennaio 1877                          |
|                                                            | Felice Segre (Delegato straordinario)                | –                                        | –                                                            | 9 giugno 1877                            | 15 maggio 1878                           |
|                                                            | Salvatore Calvino (Delegato straordinario)           | –                                        | –                                                            | 16 maggio 1878                           | 8 gennaio 1879                           |
|                                                            | Enrico Parodi                                        |                                          | Destra storica                                               | 9 gennaio 1879                           | 3 dicembre 1879                          |
|                                                            | Carlo Astengo (Delegato straordinario)               | –                                        | –                                                            | 26 gennaio 1882                          | 30 dicembre 1883                         |
|                                                            | Andrea Podestà                                       |                                          | Destra storica                                               | 31 dicembre 1883                         | 27 ottobre 1887                          |
|                                                            | Riccardo Pavesi (Delegato straordinario)             | –                                        | –                                                            | 27 novembre 1887                         | 26 maggio 1888                           |
|                                                            | Stefano Castagnola                                   |                                          | Destra storica                                               | 27 maggio 1888                           | 1889                                     |
| Sindaci eletti dal Consiglio comunale (1889-1926)          |                                                      |                                          |                                                              |                                          |                                          |
| Nominativo                                                 | Nominativo                                           | Partito                                  | Partito                                                      | Mandato                                  | Mandato                                  |
| Nominativo                                                 | Nominativo                                           | Partito                                  | Partito                                                      | Inizio                                   | Fine                                     |
|                                                            | Stefano Castagnola                                   |                                          | Destra storica                                               | 1889                                     | 28 febbraio 1891                         |
|                                                            | Giacomo Doria                                        |                                          | Indipendente                                                 | 16 marzo 1891                            | 7 luglio 1891                            |
|                                                            | Camillo Garroni Carbonara (Regio commissario)        | –                                        | –                                                            | 14 luglio 1891                           | 22 gennaio 1892                          |
|                                                            | Andrea Podestà                                       |                                          | Destra storica                                               | 23 gennaio 1892                          | 4 marzo 1895                             |
|                                                            | Raffaele Pratolongo                                  |                                          | Sinistra storica                                             | 20 luglio 1895                           | 28 aprile 1896                           |
|                                                            | Francesco Pozzo                                      |                                          | Sinistra storica                                             | 13 maggio 1896                           | 23 marzo 1903                            |
|                                                            | Gio Batta Boraggini                                  |                                          | Sinistra storica                                             | 14 aprile 1903                           | 5 aprile 1904                            |
|                                                            | Alberto Cerruti                                      |                                          | Indipendente                                                 | 25 gennaio 1905                          | 18 luglio 1906                           |
|                                                            | Gerolamo Da Passano                                  |                                          | Destra storica                                               | 18 luglio 1906                           | 9 marzo 1907                             |
|                                                            | Angelo De Benedetti (Commissario prefettizio)        | –                                        | –                                                            | 11 marzo 1907                            | 22 aprile 1907                           |
|                                                            | Gerolamo Da Passano                                  |                                          | Destra storica                                               | 23 aprile 1907                           | 12 giugno 1910                           |
|                                                            | Giovanni Battista Saladino (Commissario prefettizio) | –                                        | –                                                            | 29 giugno 1910                           | 5 agosto 1910                            |
|                                                            | Giacomo Grasso                                       |                                          | Unione Liberale                                              | 6 agosto 1910                            | 14 giugno 1914                           |
|                                                            | Emilio Massone                                       |                                          | Unione Liberale                                              | 2 luglio 1914                            | 7 novembre 1920                          |
|                                                            | Federico Ricci                                       |                                          | Indipendente                                                 | 27 novembre 1920                         | 17 maggio 1924                           |
|                                                            | Dino Dell'Erba (Commissario prefettizio)             | –                                        | –                                                            | 17 maggio 1924                           | 6 luglio 1924                            |
|                                                            | Alfredo Goffredo (Commissario prefettizio)           | –                                        | –                                                            | 6 luglio 1924                            | 15 luglio 1925                           |
| Podestà nominati dal governo (1926-1945)                   |                                                      |                                          |                                                              |                                          |                                          |
| Nominativo                                                 | Nominativo                                           | Partito                                  | Partito                                                      | Mandato                                  | Mandato                                  |
| Nominativo                                                 | Nominativo                                           | Partito                                  | Partito                                                      | Inizio                                   | Fine                                     |
|                                                            | Eugenio Broccardi (Commissario prefettizio)          | –                                        | –                                                            | 16 luglio 1925                           | 15 aprile 1926                           |
|                                                            | Ferruccio Lantini (Commissario prefettizio)          | –                                        | –                                                            | 20 maggio 1926                           | 16 settembre 1926                        |
|                                                            | Bruno Fornaciari (Commissario prefettizio)           | –                                        | –                                                            | 9 settembre 1926                         | 15 dicembre 1926                         |
|                                                            | Filippo Ravenna (Commissario prefettizio)            | –                                        | –                                                            | 15 dicembre 1926                         | 24 dicembre 1926                         |
|                                                            | Eugenio Broccardi                                    |                                          | Partito Nazionale Fascista                                   | 16 dicembre 1926                         | 9 settembre 1933                         |
|                                                            | Carlo Raffaele Bombrini                              |                                          | Partito Nazionale Fascista                                   | 9 settembre 1933                         | 20 marzo 1940                            |
|                                                            | Aldo Gardini                                         |                                          | Partito Nazionale Fascista poi Partito Fascista Repubblicano | 20 marzo 1940                            | 11 marzo 1944                            |
|                                                            | Silvio Parodi (Commissario prefettizio)              | –                                        | –                                                            | 16 marzo 1944                            | 19 giugno 1944                           |
|                                                            | Antonio Canevaro (Commissario prefettizio)           | –                                        | –                                                            | 21 giugno 1944                           | 7 novembre 1944                          |
|                                                            | Giulio Segoni                                        |                                          | Partito Fascista Repubblicano                                | 7 novembre 1944                          | 24 aprile 1945                           |
| Sindaci del periodo costituzionale transitorio (1945-1946) |                                                      |                                          |                                                              |                                          |                                          |
| Nominativo                                                 | Nominativo                                           | Partito                                  | Partito                                                      | Mandato                                  | Mandato                                  |
| Nominativo                                                 | Nominativo                                           | Partito                                  | Partito                                                      | Inizio                                   | Fine                                     |
|                                                            | Vannuccio Faralli                                    |                                          | Partito Socialista Italiano                                  | 25 aprile 1945                           | 3 dicembre 1946                          |

## Repubblica Italiana (dal 1946)
| Sindaci eletti dal Consiglio comunale (1946-1993)    | Sindaci eletti dal Consiglio comunale (1946-1993) | Sindaci eletti dal Consiglio comunale (1946-1993) | Sindaci eletti dal Consiglio comunale (1946-1993) | Sindaci eletti dal Consiglio comunale (1946-1993) | Sindaci eletti dal Consiglio comunale (1946-1993) | Sindaci eletti dal Consiglio comunale (1946-1993) | Sindaci eletti dal Consiglio comunale (1946-1993) | Sindaci eletti dal Consiglio comunale (1946-1993) |
| Nominativo                                           | Nominativo                                        | Partito                                           | Partito                                           | Partito                                           | Partito                                           | Mandato                                           | Mandato                                           | Elezione                                          |
| Nominativo                                           | Nominativo                                        | Partito                                           | Partito                                           | Partito                                           | Partito                                           | Inizio                                            | Fine                                              | Elezione                                          |
| ---------------------------------------------------- | ------------------------------------------------- | ------------------------------------------------- | ------------------------------------------------- | ------------------------------------------------- | ------------------------------------------------- | ------------------------------------------------- | ------------------------------------------------- | ------------------------------------------------- |
|                                                      | Giovanni Tarello                                  |                                                   | Partito Comunista Italiano                        | Partito Comunista Italiano                        | Partito Comunista Italiano                        | 4 dicembre 1946                                   | 22 febbraio 1948                                  | 1946                                              |
|                                                      | Gelasio Adamoli                                   |                                                   | Partito Comunista Italiano                        | Partito Comunista Italiano                        | Partito Comunista Italiano                        | 23 febbraio 1948                                  | 15 giugno 1951                                    | 1946                                              |
|                                                      | Vittorio Pertusio                                 |                                                   | Democrazia Cristiana                              | Democrazia Cristiana                              | Democrazia Cristiana                              | 26 giugno 1951                                    | 1956                                              | 1951                                              |
| 1956                                                 | Vittorio Pertusio                                 | 27 maggio 1960                                    | Democrazia Cristiana                              | Democrazia Cristiana                              | Democrazia Cristiana                              | 1956                                              |                                                   |                                                   |
|                                                      | Nicio Giuliani (Commissario straordinario)        | –                                                 | –                                                 | –                                                 | –                                                 | 1º giugno 1960                                    | 8 febbraio 1961                                   | –                                                 |
|                                                      | Vittorio Pertusio                                 |                                                   | Democrazia Cristiana                              | Democrazia Cristiana                              | Democrazia Cristiana                              | 8 febbraio 1961                                   | 2 febbraio 1965                                   | 1960                                              |
|                                                      | Augusto Pedullà                                   |                                                   | Democrazia Cristiana                              | Democrazia Cristiana                              | Democrazia Cristiana                              | 3 febbraio 1965                                   | 5 gennaio 1966                                    | 1964                                              |
|                                                      | Giuseppe Franzè (Commissario straordinario)       | –                                                 | –                                                 | –                                                 | –                                                 | 5 gennaio 1966                                    | 14 luglio 1966                                    | –                                                 |
|                                                      | Augusto Pedullà                                   |                                                   | Democrazia Cristiana                              | Democrazia Cristiana                              | Democrazia Cristiana                              | 14 luglio 1966                                    | 15 ottobre 1971                                   | 1966                                              |
|                                                      | Giancarlo Piombino                                |                                                   | Democrazia Cristiana                              | Democrazia Cristiana                              | Democrazia Cristiana                              | 15 ottobre 1971                                   | 2 aprile 1975                                     | 1971                                              |
|                                                      | Fulvio Cerofolini                                 |                                                   | Partito Socialista Italiano                       | Partito Socialista Italiano                       | Partito Socialista Italiano                       | 2 aprile 1975                                     | 1976                                              | 1971                                              |
| 1976                                                 | Fulvio Cerofolini                                 | 1981                                              | Partito Socialista Italiano                       | Partito Socialista Italiano                       | Partito Socialista Italiano                       | 1976                                              |                                                   |                                                   |
| 1981                                                 | Fulvio Cerofolini                                 | 13 ottobre 1985                                   | Partito Socialista Italiano                       | Partito Socialista Italiano                       | Partito Socialista Italiano                       | 1981                                              |                                                   |                                                   |
|                                                      | Cesare Campart                                    |                                                   | Partito Repubblicano Italiano                     | Partito Repubblicano Italiano                     | Partito Repubblicano Italiano                     | 13 ottobre 1985                                   | 2 agosto 1990                                     | 1985                                              |
|                                                      | Romano Merlo                                      |                                                   | Partito Socialista Democratico Italiano           | Partito Socialista Democratico Italiano           | Partito Socialista Democratico Italiano           | 2 agosto 1990                                     | 3 dicembre 1992                                   | 1990                                              |
|                                                      | Claudio Burlando                                  |                                                   | Partito Democratico della Sinistra                | Partito Democratico della Sinistra                | Partito Democratico della Sinistra                | 3 dicembre 1992                                   | 19 maggio 1993                                    | 1990                                              |
|                                                      | Alfio Lamanna (Vicesindaco f.f.)                  |                                                   | Partito Repubblicano Italiano                     | Partito Repubblicano Italiano                     | Partito Repubblicano Italiano                     | 19 maggio 1993                                    | 27 maggio 1993                                    | 1990                                              |
|                                                      | Vittorio Stelo (Commissario prefettizio)          | –                                                 | –                                                 | –                                                 | –                                                 | 27 maggio 1993                                    | 5 dicembre 1993                                   | –                                                 |
| Sindaci eletti direttamente dai cittadini (dal 1993) |                                                   |                                                   |                                                   |                                                   |                                                   |                                                   |                                                   |                                                   |
| Nominativo                                           | Nominativo                                        | Partito                                           | Partito                                           | Coalizione                                        | Coalizione                                        | Mandato                                           | Mandato                                           | Elezione                                          |
| Nominativo                                           | Nominativo                                        | Partito                                           | Partito                                           | Coalizione                                        | Coalizione                                        | Inizio                                            | Fine                                              | Elezione                                          |
|                                                      | Adriano Sansa                                     |                                                   | Indipendente                                      |                                                   | PDS-FdV-AD-LP-La Rete-L. civiche                  | 5 dicembre 1993                                   | 30 novembre 1997                                  | 1993                                              |
|                                                      | Giuseppe Pericu                                   |                                                   | Federazione Laburista                             |                                                   | PDS-PPI-FdV-SI-RI-PRI                             | 30 novembre 1997                                  | 27 maggio 2002                                    | 1997                                              |
|                                                      | Giuseppe Pericu                                   | Democratici di Sinistra                           |                                                   | DS-DL-PRC-PdCI-FdV-SDI-IdV                        | 27 maggio 2002                                    | 28 maggio 2007                                    | 2002                                              |                                                   |
|                                                      | Marta Vincenzi                                    |                                                   | Partito Democratico                               |                                                   | PD-PRC-IdV-PdCI-FdV-SDI-L. civiche                | 28 maggio 2007                                    | 21 maggio 2012                                    | 2007                                              |
|                                                      | Marco Doria                                       |                                                   | Indipendente                                      |                                                   | PD-IdV-SEL-FdS-PSI-L. civiche                     | 21 maggio 2012                                    | 27 giugno 2017                                    | 2012                                              |
|                                                      | Marco Bucci                                       |                                                   | Indipendente                                      |                                                   | LN-FI-FdI-DI-L. civiche                           | 27 giugno 2017                                    | 17 giugno 2022                                    | 2017                                              |
|                                                      | Marco Bucci                                       | FdI-Lega-FI-UdC-L. civiche                        | Indipendente                                      | 17 giugno 2022                                    | 9 dicembre 2024                                   | 2022                                              |                                                   |                                                   |
|                                                      | Pietro Piciocchi (Vicesindaco f.f.)               | FdI-Lega-FI-UdC-L. civiche                        |                                                   | Indipendente                                      | 9 dicembre 2024                                   | 2022                                              | 26 maggio 2025                                    |                                                   |
|                                                      | Silvia Salis                                      |                                                   | Indipendente                                      |                                                   | PD-AVS-M5S-L. civiche                             | 26 maggio 2025                                    | in carica                                         | 2025                                              |